# 倪说
倪说（？—？），又作皃（貌）辯、兒辯、倪辯、兒辨，字說，一作兒說或倪說，戰國時期宋國人，名家人物，齊國靖郭君門客，曾為被罷黜的靖郭君遊說齊宣王。據說是《白馬論》的創始人，早於公孫龍。其思想屬於名家，亦有道家楊朱的淵源。

## 生平
貌辯久居田齊，人稱齊貌辯，拜入薛公靖郭君門下，由於為人不拘小節，有許多缺點。門客們與靖郭君之子田文（孟嘗君）都很討厭他，其中一個門客士尉進言驅逐「貌辯」，不成，於是辭職；孟嘗君也私下地向靖郭君進言，要驅逐貌辯。靖郭君非常生氣，說：「就算是把你們這些孩子都殺了，把我家都滅了，我也不答應。」還命令自己的長子為「貌辯」駕車，給「貌辯」最上等的房舍，以上賓之禮相待。齊宣王即位，妒忌靖郭君，靖郭君被罷黜，回到封地薛國居住，貌辯要去見齊宣王，靖郭君勸阻，但貌辯不怕死，依然去了，並告訴宣王，靖郭君對宣王非常忠誠，誓死擁立，也拒絕了楚國宰相昭陽以更大食邑的攏絡。宣王非常感動，拜靖郭君為宰相。
《韓非子》說，貌辯善於雄辯術，以《白馬非馬》之說，辯勝了齊國稷下學者，但乘白馬進城門被士兵攔阻時，貌辯乖乖地為白馬繳納了過路費，所以法家的思想，可以勝過名家的雄辯。